# 2002年12月逝世人物列表
2002年逝世人物列表：1月 - 2月 - 3月 - 4月 - 5月 - 6月 - 7月 - 8月 - 9月 - 10月 - 11月 - 12月
2002年12月逝世人物列表，是用於匯總2002年12月期間逝世人物的列表。

## 依日期排序

### 1日
- 阿布·亞伯拉罕（Abu Abraham），78歲，印度漫畫家、記者和作家。[1]
- Edward L. Beach， Jr.，84歲，美國海軍潛艇軍官和作家（Run Silent， Run Deep）。[2]
- 卡修斯·查平·卡特勒（Cassius Chapin Cutler），87歲，美國通信工程師。[3]
- 約翰·麥克盧卡斯（John L. McLucas），82歲，美國政治家，美國空軍部長。[4]
- 戴夫·麥克納利（Dave McNally），60歲，美國棒球運動員（巴爾的摩金鶯隊，蒙特利爾世博會），肺癌。[5]
- 何塞·查韋斯·莫拉多（JoséChávezMorado），93歲，墨西哥藝術家。
- 鮑裡斯·夏皮羅（Boris Schapiro），93歲，英國國際橋牌選手。[6]

### 2日
- 伊莉莎白·安德魯斯（Elizabeth B. Andrews），91歲，美國政治家（美國阿拉巴馬州第三國會選區眾議員）。[7]
- Barney Berlinger，94歲，美國奧運十項全能運動員（1928年夏季奧運會男子十項全能）。[8]
- Achille Castiglioni，84歲，義大利工業設計師。[9]
- 愛琳·費舍爾（Aileen Fisher），96歲，美國兒童作家（《咖啡壺臉》《流淌的日子》《陽光燦爛的日子》）。[10]
- 伊萬·伊利奇（Ivan Illich），76歲，奧地利羅馬天主教神父、神學家和社會評論家，腦癌。[11]
- 鮑裡斯·伊萬諾夫（Boris Ivanov），82歲，蘇聯和俄羅斯電影和戲劇演員。
- 傑爾吉·馬克思，75歲，匈牙利物理學家、天體物理學家和科學史學家。
- 吉姆·米切爾（Jim Mitchell），56歲，愛爾蘭政治家，癌症。
- 阿爾諾·彼得斯（Arno Peters），86歲，德國歷史學家和電影製片人。[12]
- Vjenceslav Richter，85歲，克羅埃西亞建築師。[13]
- 埃德加·謝里克（Edgar Scherick），78歲，美國電視執行官和製片人。[14]
- 馬莫·阿敏·托普拉（Mehmet Emin Toprak），28歲，土耳其電影演員，交通事故。[15]
- 本·韋德，80歲，美國棒球運動員（芝加哥小熊隊、布魯克林道奇隊、聖路易斯紅雀隊、匹茲堡海盜隊）和球探。[16]
- Mal Waldron，77歲，美國爵士鋼琴家和作曲家（Billie Holiday，Charles Mingus，John Coltrane）。[17]
- 費伊·吉利斯·威爾斯（Fay Gillis Wells），94歲，美國先驅飛行員。[18]

### 3日
- 阿德里安·亞當斯（Adrienne Adams），96歲，美國兒童作家和插畫家。[19]
- Hariharananda Giri，95歲，印度瑜伽士和大師。
- 皮埃爾·紀堯姆（Pierre Guillaume），77歲，法國海軍軍官，癌症。[20]
- 克勞斯·洛維奇（Klaus Löwitsch），66歲，德國演員，胰腺癌。[21]
- 葛籣·奎因（Glenn Quinn），32歲，愛爾蘭演員（Roseanne，Angel），海洛因過量。
- Jug Thesenga，88歲，美國棒球運動員（華盛頓參議員）。[22]

### 4日
- 查理斯·皮爾斯·大衛（Charles Pierce Davey），77歲，美國次中量級拳擊手，癱瘓併發症。[23]
- 諾埃米亞·德·索薩（Noémia de Sousa），76歲，莫三比克詩人。[24]
- 羅伯特·馬利特（Robert Mallet），87歲，法國作家和學者。[25]
- Hemmo Silvennoinen，70歲，芬蘭奧運跳臺滑雪運動員。[26]

### 5日
- 魯恩·阿利奇（Roone Arledge），71歲，美國電視製片人兼執行官（周一晚間足球，夜線），前列腺癌。[27]
- 鮑勃·伯格（Bob Berg），51歲，美國爵士薩克斯管演奏家，交通事故。[28]
- Prosper Boulanger，84歲，加拿大政治家和國會議員（代表魁北克Mercier的下議院）。[29]
- 傑夫·庫姆布斯（Geoff Coombes），83歲，美國足球運動員。
- Arvell Shaw，79歲，美國爵士低音提琴手。[30]
- 埃納爾·斯金納蘭（Einar Skinnarland），84歲，二戰期間的挪威抵抗戰士。
- 安·韋爾奇（Ann Welch），85歲，英國滑翔機飛行員（滑翔，懸掛式滑翔，滑翔傘，超輕型飛行）。[31]
- 奈温，91歲，緬甸政治家和獨裁者。[32]

### 6日
- 耶日·亚当斯基（Jerzy Adamski），65歲，波蘭羽量級拳擊手（1960年夏季奧運會羽量級拳擊銀牌得主）。[33]
- 克拉倫斯·比爾斯（Clarence Beers），83歲，美國棒球運動員（聖路易斯紅雀隊）。[34]
- 菲力浦·貝里根，79歲，美國牧師和政治活動家。[35]
- 安東尼諾·卡波內托（Antonino Caponnetto），82歲，義大利反黑手黨地方法官。
- 威廉·亨利·格利斯汀（William Henry Gleysteen），76歲，美國外交官兼大使，白血病。[36]
- 格哈德·洛文塔爾（Gerhard Löwenthal），79歲，德國記者、人權活動家和作家。

### 7日
- R. Orin Cornett，89歲，美國物理學家，大學教授和Cued Speech的發明者。[37]
- John R. Dellenback，84歲，美國政治家（美國俄勒岡州第四國會選區眾議員），病毒性肺炎。[38]
- Gunnar Helén，84歲，瑞典自由派政治家。[39]
- 芭芭拉·霍華德（Barbara Howard），76歲，加拿大畫家，木刻師和裝訂工，肺栓塞。
- Cal Lepore，83歲，美國橄欖球裁判。
- Paddy Tunney，81歲，愛爾蘭傳統藝術家。[40]

### 8日
- 鮑比·喬·希爾（Bobby Joe Hill），59歲，美國籃球運動員，心臟病發作。[41]
- 梅爾文·拉克斯（Melvin Lax），80歲，美國物理學教授，癌症。[42]
- 阿尼爾·穆內辛格（Anil Moonesinghe），75歲，斯裡蘭卡革命政治家和工會會員。
- 查理斯·羅森（Charles Rosen），85歲，美國計算機科學家。[43]
- 多蘿西·沃克（Dorothy Walker），73歲，愛爾蘭藝術評論家和歷史學家。[44]

### 9日
- 千葉茂，83歲，日本棒球運動員和經理。[45]
- 喬莉·加比（Joly Garbi），90歲，希臘女演員。
- 瑪麗·漢森（Mary Hansen），36歲，澳大利亞吉他手和歌手，交通事故。
- 伊恩·霍納克（Ian Hornak），58歲，美國製圖員，畫家和版畫家，主動脈瘤。[46]
- 素友，82歲，越南詩人和政治家。[47]
- 約翰尼·拉佐（Johnny Lazor），90歲，美國棒球運動員（波士頓紅襪隊）。[48]
- 斯坦·賴斯（Stan Rice），60歲，畫家，教育家，詩人，作家安妮·賴斯（Anne Rice）的丈夫，癌症。[49]
- 西奧多·沙克利（Theodore Shackley），75歲，美國中央情報局官員，被稱為“金髮幽靈”，癌症。[50]

### 10日
- 萊斯·科斯特洛（Les Costello），74歲，加拿大冰球運動員（多倫多楓葉隊）和天主教神父。[51]
- 庫爾特·海因特爾（Kurt Heintel），78歲，奧地利電影和電視演員。[52]
- 厄爾·亨利（Earl Henry），85歲，美國棒球運動員（克利夫蘭印第安人）。[53]
- 阿蒂拉·伊奧里奧（Átila Iório），81歲，巴西演員，肺氣腫。
- 安德列斯·昆格（Andres Küng），57歲，瑞典記者、作家和政治家。
- 伊恩·麥克諾頓（Ian MacNaughton），76歲，蘇格蘭導演，導演了《巨蟒的飛行馬戲團》（Monty Python's Flying Circus）的大部分劇集。[54]
- 裘莉·施密特（Julie Schmitt），89歲，德國體操運動員和奧運冠軍。[55]
- 荷馬·斯普拉金斯，82歲，美國棒球運動員（費城費城人隊）。[56]
- 彼得·坦納（Peter Tanner），88歲，英國電影剪輯師。[57]

### 11日
- Domocao Alonto，88歲，菲律賓律師、作家和伊斯蘭人物。
- 路易士·西格斯（Luis Ciges），81歲，西班牙電影演員，心臟病發作。[58]
- 多莉·道恩（Dolly Dawn），86歲，1930年代和1940年代的美國大樂隊主唱和唱片明星。[59]
- Muzaffer Demirhan，70歲，土耳其高山滑雪運動員（冬奧會：1948年、1956年、1960年、1964年）。[60]
- 亞瑟·梅特卡夫（Arthur Metcalfe），64歲，英國賽車手，癌症。[61]
- 納納霍伊·帕爾希瓦拉（Nanabhoy Palkhivala），82歲，印度法學家、經濟學家和民權領袖。[62]
- 馬文·佈雷金裡奇·派特森（Marvin Breckinridge Patterson），97歲，美國攝影記者、電影攝影師和慈善家。[63]
- 凱·羅斯（Kay Rose），80歲，美國奧斯卡獲獎聲音剪輯師，器官功能障礙。
- Lou Stein，80歲，美國爵士鋼琴家。[64]

### 12日
- 米科拉·阿莫索夫（Mykola Amosov），89歲，蘇聯/烏克蘭心臟外科醫生和發明家。
- 迪·布朗（Dee Brown），94歲，美國作家和歷史學家（《在受傷的膝蓋上埋葬我的心》），心力衰竭。[65]
- 南希·卡羅琳（Nancy Caroline），58歲，美國EMS醫生和作家（街頭緊急護理），多發性骨髓瘤。[66]
- 布拉德·德克斯特（Brad Dexter），85歲，美國演員和電影製片人（《無聲奔跑》《壯麗七人組》《無畏者無畏》），肺氣腫。[67]
- 笠原和夫，75歲，日本編劇。[68]
- Jabir Novruz，69歲，亞塞拜然藝術家和詩人。

### 13日
- 卡洛斯·阿戈斯蒂（Carlos Agostí），80歲，西班牙裔墨西哥電影演員。
- 罗纳德·巴克斯（Ronald Barnes），61歲，巴西網球運動員，癌症。
- Maria Björnson，53歲，法國戲劇設計師，曾憑藉《歌劇魅影》兩次獲得托尼獎（最佳場景設計、最佳服裝設計）。[69]
- 史黛拉·布魯克斯（Stella Brooks），92歲，1940年代美國爵士歌手。[70]
- 羅納德·巴特（Ronald Butt），82歲，英國記者、政治專欄作家和作家。[71]
- Ksenia Kepping，65歲，俄羅斯語言學家和語言學家。
- 吕伟添（Anthony Ler），35歲，新加坡平面設計師，被定罪的殺人犯，被處以絞刑。[72]
- 雪麗·奧哈拉（Shirley O'Hara），78歲，美國女演員，糖尿病患者。
- 扎爾·亞諾夫斯基（Zal Yanovsky），57歲，加拿大民謠搖滾音樂家，The Lovin' Spoonful的主音吉他手和歌手，心臟病發作。[73]

### 14日
- 鄭昆吉，台灣棒球教練。
- 漢克·阿夫特（Hank Arft），80歲，美國棒球運動員（聖路易斯布朗隊）。[74]
- 傑克·布蘭得利（Jack Bradley），86歲，英國足球運動員。
- 西德尼·格雷澤（Sidney Glazier），86歲，美國電影製片人。[75]
- 露絲·科巴特（Ruth Kobart），78歲，美國表演者，胰腺癌。[76]
- 薩爾曼·拉杜耶夫（Salman Raduyev），35歲，車臣分離主義戰地指揮官，內出血。
- 恩里克·塔里戈（Enrique Tarigo），75歲，烏拉圭法學家和政治人物，肺癌。
- 弗蘭克·沃倫（Frank Warren），43歲，美國橄欖球運動員，心臟病發作。
- Ray Wietecha，74歲，美國橄欖球運動員（密歇根州立大學，紐約巨人隊）和教練。[77]

### 15日
- 76歲的美國指揮家約翰·克羅斯比（John Crosby）創立了聖達菲歌劇院。[78]
- 現年73歲的美國房地產開發商查理斯·弗雷澤（Charles E. Fraser）將希爾頓黑德島（Hilton Head Island）改造成世界級的度假勝地。[79]
- 弗拉基米爾·漢塞爾（Vladimir Haensel），88歲，美國化學工程師。[80]
- 扬·克伦兹-米科瓦伊恰克，95歲，波蘭賽艇運動員和奧運獎牌得主。[81]
- 迪克·斯圖爾特（Dick Stuart），70歲，美國棒球運動員（匹茲堡海盜隊、波士頓紅襪隊、費城費城人隊），癌症。[82]

### 16日
- 比爾·亨特（Bill Hunter），82歲，加拿大冰球運動員，總經理兼教練，癌症。[83]
- 利西尼奧·蘭格爾（Licínio Rangel），66歲，巴西羅馬天主教主教。
- Nighat Sultana，67歲，巴基斯坦女演員。[84]
- Don Vesco，63歲，美國商人和摩托車賽車手，前列腺癌。[85]

### 17日
- 科林·克拉克（Colin Clark），70歲，英國電影導演和作家（《我與瑪麗蓮的一周》）。[86]
- 穆罕默德·哈米杜拉（Muhammad Hamidullah），94歲，印度聖訓學者和學術作家。[87]
- 艾杜·漢迪克（Aideu Handique），87歲，印度女演員。
- James Hazeldine，55歲，英國演員兼導演，主動脈夾層。[88]
- 弗雷德里克·諾特（Frederick Knott），86歲，英國劇作家和編劇（Dial M for Murder）。[89]
- Hank Luisetti，86歲，美國籃球運動員和創新者。[90]
- 阿列克謝·波戈列洛夫（Aleksei Pogorelov），83歲，蘇聯數學家。
- 鮑裡斯·托卡列夫，75歲，蘇聯短跑運動員和奧運會銀牌得主。[91]

### 18日
- 李惠林(Hui-Lin Li))，92歲，中華民國中央研究院第五屆(生命科學組)院士。[92]
- 索爾·阿馬雷爾（Saul Amarel），74歲，美國計算機科學家和人工智慧先驅。[93]
- 厄爾·奧德特（Earl Audet），81歲，美國職業橄欖球運動員（南加州大學，華盛頓紅人隊，洛杉磯唐斯隊）和演員。[94]
- 馬哈茂德·法亞德，77歲，埃及舉重運動員（1948年夏季奧運會羽量級舉重金牌）。[95]
- 亨利·吉布森（Henry Gibson），60歲，美國打擊樂手。
- 露西·格雷利（Lucy Grealy），39歲，愛爾蘭裔美國詩人和回憶錄作家，吸毒過量。[96]
- Necip Hablemitoğlu，48歲，土耳其歷史學家和知識份子，殺人犯。
- Ray Hnatyshyn，68歲，加拿大政治家和加拿大總督，胰腺炎。
- 伯特·米利奇普（Bert Millichip），88歲，英國足球運動員和管理員。
- 愛德華·諾裡斯（Edward Norris），91歲，美國電影演員。
- 韋恩·歐文斯（Wayne Owens），65歲，美國政治家和國會議員，心臟病發作。[97]
- Jan Łomnicki，73歲，波蘭電影導演和編劇。[98]

### 19日
- 克勞德·克羅克（Claude Crocker），78歲，美國棒球運動員（布魯克林道奇隊）。[99]
- 威爾·霍伊（Will Hoy），49歲，英國賽車手，生病。[100]
- 芭芭拉·洛特（Barbara Lott），82歲，英國女演員。[101]
- Kote Makharadze，76歲，蘇聯和喬治亞演員和體育評論員，中風。
- Hrant Matevosyan，67歲，亞美尼亞作家和編劇。
- Babubhai J. Patel，91歲，印度政治家和首席部長。
- 亞瑟·羅利（Arthur Rowley），76歲，英格蘭足球運動員，職業聯賽進球最多的記錄保持者。[102]
- 亞歷山大·薩里耶夫斯基（Aleksandar Sarievski），80歲，馬其頓創作歌手。
- 羅傑·韋伯（Roger Webb），68歲，英國音樂總監和作曲家（《天賜之物》、《藍衣男孩》、《中心之死》）。[103]
- 喬治·韋勒（George Weller），95歲，美國二戰記者。[104]

### 20日
- 喬安妮·坎貝爾（Joanne Campbell），38歲，英國女演員，出演了1980年代的喜劇系列《我和我的女孩》，深靜脈血栓形成。[105]
- 詹姆斯·理查·漢姆（James Richard Ham），91歲，美國羅馬天主教主教。[106]
- 戈登麥卡特（Gordon McCarter），71歲，美國橄欖球官員。
- 基思·帕維特（Keith Pavitt），65歲，英國學者。
- 格羅特·雷伯（Grote Reber），90歲，美國射電天文學先驅。[107]
- 弗里茨·羅伊德（Fritz Røed），74歲，挪威雕塑家。
- Tore Tønne，54歲，挪威政治家，自殺。

### 21日
- 吳維尊，清末名臣袁昶的外孫。
- 夏承楹，《世界日報》主編。
- Jeu van Bun，84歲，荷蘭足球運動員（1948年夏季奧運會足球）。[108]
- 杜克·卡拉漢（Duke Callaghan），88歲，美國電影攝影師（《野蠻人柯南》《耶利米·詹森》《邁阿密風雲》）。
- 何塞·耶羅（JoséHierro），80歲，西班牙詩人，肺氣腫。[109]
- Giò Pomodoro，72歲，義大利雕塑家、版畫家和舞台設計師。[110]
- 維克多·瓦茨（Victor Watts），64歲，英國地名學家，中世紀學家和學者，心臟病發作。

### 22日
- 馬里奧·魯伊斯·阿門戈爾，88歲，墨西哥鋼琴家、作曲家、編曲家和指揮家。
- 伊恩·克雷布（Ian Craib），57歲，英國社會學家和心理治療師（《失望的重要性》）。[111]
- 威廉·貝內特（William G. Bennett），78歲，美國博彩業高管和房地產開發商（Circus Circus Enterprises）。[112]
- 蘇珊·弗萊明（Susan Fleming），94歲，美國女演員（《百萬美元腿》《齊格菲爾德的愚蠢》）和演員哈波·馬克思（Harpo Marx）的妻子，心臟病發作。[113]
- Sanaa Gamil，72歲，埃及女演員，胃癌。
- 朱利葉斯·赫爾德（Julius S. Held），77歲，德國藝術史學家。[114]
- 德斯蒙德·霍伊特，73歲，1985年至1992年擔任圭亞那總統。[115]
- Wilhelm Kment，88歲，奧地利足球運動員和經理。
- Srboljub Krivokuća，74歲，南斯拉夫和塞爾維亞足球經理和球員。
- 喬·斯特魯默（Joe Strummer），50歲，The Clash的前歌手，心臟病發作。[116]
- 克萊·坦納（Clay Tanner），71歲，美國演員。
- 肯尼斯·托比（Kenneth Tobey），85歲，美國演員（《十二點鐘高》、《O.K.畜欄槍戰》、《異世界之物》）。[117]
- 加布里埃爾·維特科普（Gabrielle Wittkop），82歲，法國作家（《戀屍癖》），自殺。[118]

### 23日
- Tatamkhulu Afrika，82歲，南非詩人和作家，被車撞。[119]
- 安東尼·貝施（Anthony Besch），78歲，英國歌劇和戲劇導演（英國國家歌劇院，蘇格蘭歌劇院，新歌劇團）。[120]
- 喬治·布拉德，74歲，美國棒球運動員（底特律老虎隊）。[121]
- 約翰·亨利·凱爾，83歲，美國政治家。[122]
- Ratheesh，48歲，印度電影演員，心臟病發作。

### 24日
- 謝爾·奧克魯斯特，82歲，挪威作家、詩人、藝術家和幽默家。
- 米格爾·布斯克茨，82歲，智利足球運動員。
- Luciano Chailly，82歲，法裔義大利作曲家和藝術行政人員。[123]
- 沃德·卡夫（Ward Cuff），89歲，美式橄欖球運動員（紐約巨人隊、芝加哥紅雀隊、綠灣包裝工隊）。[124]
- 詹姆斯·弗曼（James Ferman），72歲，美籍英國電影審查員，英國電影分級委員會主任。[125]
- 埃羅爾·弗雷澤，52歲，英屬維爾京群島速度滑冰運動員（1984年冬奧會男子500米、男子1000米）。[126]
- 蒂塔·梅雷洛（Tita Merello），98歲，阿根廷女演員和歌手。
- V. K. Ramasamy，76歲，印度演員。
- 裡奇·雷根（Richie Regan），72歲，美國籃球運動員和教練，心力衰竭。[127]
- 傑克·薩克雷（Jake Thackray），64歲，英國創作歌手，心力衰竭。
- Mihai Țurcaș，60歲，羅馬尼亞短距離皮划艇運動員和奧運獎牌得主。[128]

### 25日
- 加布里埃尔·阿尔蒙德（Gabriel Almond），91歲，美國政治學家。[129]
- 伊尼戈·卡维罗，73歲，西班牙貴族、律師和政治家。[130]
- 阿蒂利奧·蘭伯蒂尼（Attilio Lambertini），82歲，義大利賽車手。[131]
- Tine Logar，86歲，斯洛維尼亞歷史語言學家、方言學家和學者。[132]
- 威廉·奧爾（William T. Orr），85歲，美國電視執行製片人（Maverick，F-Troop，日落大道77號）。 [133]
- 大衛娜·懷特豪斯（Davina Whitehouse），90歲，英裔紐西蘭女演員（《夜班護士》《睡狗》《腦死亡》），中風。[134]

### 26日
- 路易斯·劳里（Louis Laurie），85歲，美國拳擊手。[135]
- Åke Lindström，74歲，瑞典演員和電影導演。[136]
- 艾爾·盧傑克，82歲，美國籃球運動員。[137]
- 海因茨·拉克（Heinz Raack），85歲，德國曲棍球運動員和奧運會銀牌得主。[138]
- 弗蘭克·賴伯（Frank Reiber），93歲，美國棒球運動員（底特律老虎隊）。[139]
- 赫伯·里茨（Herb Ritts），50歲，美國名人和時尚攝影師，肺炎。[140]
- Armand Zildjian，81歲，亞美尼亞裔美國企業家和鈸製造商。[141]

### 27日
- 特魯伊德·布萊斯-特溫特，85歲，荷蘭曲棍球和網球運動員。
- 比爾·奇普利（Bill Chipley），82歲，美國職業橄欖球運動員（波士頓揚克隊，紐約鬥牛犬隊）。[142]
- 裘蒂·克拉克（Judy Clark），78歲，美國影視女演員和歌手。
- 丹尼爾·德法耶（Daniel Deffayet），80歲，法國古典薩克斯管演奏家。[143]
- 優素福·法赫爾·埃丁（Youssef Fakhr Eddine），67歲，埃及演員。
- 卡拉·赫尼烏斯（Carla Henius），83歲，德國女高音、女中音和編劇。
- 乔治·罗伊·希尔（George Roy Hill），81歲，美國電影導演（《布奇·卡西迪與聖丹斯小子》（Butch Cassidy and the Sundance Kid）、《刺痛》（The Sting）、《耳光》（Slap Shot），帕金森病。[144]
- Olli Lounasmaa，72歲，芬蘭實驗物理學家和神經科學家，溺水身亡。[145]
- 松井彌代，68歲，日本記者和女權活動家，癌症。[146]
- Pratima Barua Pandey，68歲，印度民謠歌手。
- 露絲·斯維德伯格（Ruth Svedberg），99歲，瑞典田徑運動員和奧運獎牌得主。[147]
- 瑪麗亞·路易莎·澤亞（MaríaLuisa Zea），89歲，墨西哥女演員和歌手。

### 28日
- 瑪麗亞·卡博內（Maria Carbone），94歲，義大利歌劇女高音。
- 何塞·西布里安（JoséCibrián），86歲，阿根廷演員。
- 埃及的法迪亞，59歲，埃及公主。
- 克萊德·古德奈，78歲，美國橄欖球運動員。[148]
- Achyut Kanvinde，86歲，印度建築師。
- 蔵原惟繕（Koreyoshi Kurahara），75歲，日本編劇兼導演，肺炎。[149]
- 阿爾伯特·斯塔賓斯（Albert Stubbins），83歲，英國足球運動員。[150]
- 佩爾·沃克瑟（Per Voksø），79歲，挪威報紙編輯和基督教領袖。
- 梅裡·威爾遜（Meri Wilson），53歲，美國模特和創作歌手（“電話人”），車禍。[151]

### 29日
- Al Babartsky，87歲，美國橄欖球運動員（福特漢姆大學，芝加哥紅雀隊，芝加哥熊隊）。[152]
- 勞埃德·巴比（Lloyd Barbee），77歲，美國律師和政治家。
- 比利·布朗（Billy Brown），84歲，美國三級跳遠運動員和跳遠運動員（1941年世界跳遠冠軍，1936年夏季奧運會男子三級跳遠）。[153]
- 拉爾夫·克蘭頓（Ralph Clanton），88歲，美國電影、舞臺和電視演員。[154]
- Don Clarke，69歲，紐西蘭橄欖球運動員。
- 約翰·德雷福斯（John G. Dreyfus），84歲，英國印刷師和印刷歷史學家。[155]
- 保羅·霍金斯（Paul Hawkins），90歲，英國政治家。
- 洛倫佐·米格爾（Lorenzo Miguel），75歲，阿根廷勞工領袖，腎衰竭。
- Július Satinský，61歲，斯洛伐克演員和喜劇演員。[156]
- Robert Wierinckx，87歲，比利時公路自行車賽車手。[157]

### 30日
- 刘顺尧，63歲，原中国人民解放军空军司令员，上将军衔。
- 瑪麗·布萊恩（Mary Brian），96歲，美國女演員，無聲和有聲電影明星（彼得·潘，弗吉尼亞人，查理·陳在巴黎，飛人），心血管疾病。[158]
- 芭芭拉·達勒姆（Barbara Durham），60歲，美國法官，華盛頓最高法院第一位女性首席大法官。[159]
- 王凡西，95歲，中國托洛茨基主義革命家。[160]
- 埃莉诺·吉布森（Eleanor J. Gibson），92歲，美國心理學家。[161]
- 斯坦·賈維（Stan Javie），83歲，美國橄欖球運動員。
- 理查·麥肯齊（Richard McKenzie），72歲，美國演員。
- 安東尼·龐齊尼（Antony Ponzini），69歲，美國演員。
- 卡爾·施文德（Carl Schwende），82歲，加拿大擊劍運動員和奧運選手。[162]
- 瑪麗·衛斯理（Mary Wesley），90歲，英國小說家（《跳隊》《洋甘菊草坪》《傢俱的一部分》）。[163]

### 31日
- 卡齊米日·德梅克（Kazimierz Dejmek），78歲，波蘭演員、戲劇和電影導演、政治家。[164]
- D. J. Enright，82歲，英國詩人、小說家和評論家。[165]
- 喬瓦尼·羅西·洛馬尼茨（Giovanni Rossi Lomanitz），81歲，美國物理學家，癌症。
- Kaare Meland，87歲，挪威政治家。[166]
- 漢尼·奧索特（Hanni Ossott），56歲，委內瑞拉詩人、翻譯家和評論家。
- 李榮，82歲，中國語言學家。
- 德斯蒙德·泰斯特（Desmond Tester），83歲，英國電影和電視演員和電視節目主持人。[167]
- 弗拉維亞諾·維森蒂尼（Flaviano Vicentini），60歲，義大利公路賽車手。[168]